# Kubej
Kubej (ukr. Кубей, 1945-2016 Czerwonoarmijśke, ukr. Червоноармійське) – wieś na Ukrainie, w obwodzie odeskim, w rejonie bołgradzkim, siedziba hromady. Miejscowość etnicznie bułgarska, z dużym udziałem ludności gagauskiej.
W 2001 liczyła 6544 mieszkańców, spośród których 100 wskazało jako ojczysty język ukraiński, 618 rosyjski, 12 mołdawski, 2 rumuński, 4065 bułgarski, 3 białoruski, 1738 gagauski, 1 niemiecki, a 5 inny.